# Redouan El Yaakoubi
Redouan El Yaakoubi (Utrecht, 25 gennaio 1996) è un calciatore olandese, difensore svincolato.

## Carriera
Cresciuto nel settore giovanile dell'Elinkwijk, ha iniziato la carriera tra i dilettanti del De Meern, che nel 2017 lo hanno ceduto all'Utrecht, dove è stato aggregato alla squadra riserve. Dopo due stagioni in seconda divisione, nel 2019 si è trasferito al Telstar, restando nella stessa categoria. Nel 2021 è passato all'Excelsior, contribuendo alla promozione in Eredivisie al termine della stagione 2021-2022. Ha esordito nella massima serie olandese il 6 agosto 2022, nella vittoria per 2-0 in casa del Cambuur.

## Statistiche

### Presenze e reti nei club
Statistiche aggiornate al 31 agosto 2022.
| Stagione            | Squadra             | Campionato          | Campionato | Campionato | Coppe nazionali | Coppe nazionali | Coppe nazionali | Coppe continentali | Coppe continentali | Coppe continentali | Altre coppe | Altre coppe | Altre coppe | Totale | Totale |
| Stagione            | Squadra             | Comp                | Pres       | Reti       | Comp            | Pres            | Reti            | Comp               | Pres               | Reti               | Comp        | Pres        | Reti        | Pres   | Reti   |
| ------------------- | ------------------- | ------------------- | ---------- | ---------- | --------------- | --------------- | --------------- | ------------------ | ------------------ | ------------------ | ----------- | ----------- | ----------- | ------ | ------ |
| 2017-2018           | Jong Utrecht        | 1D                  | 26         | 1          |                 | -               | -               |                    | -                  | -                  |             | -           | -           | 26     | 1      |
| 2018-2019           | Jong Utrecht        | 1D                  | 19         | 0          |                 | -               | -               |                    | -                  | -                  |             | -           | -           | 19     | 0      |
| Totale Jong Utrecht | Totale Jong Utrecht | Totale Jong Utrecht | 45         | 1          |                 | -               | -               |                    | -                  | -                  |             | -           | -           | 45     | 1      |
| 2019-2020           | Telstar             | 1D                  | 22         | 0          | CO              | 1               | 0               |                    | -                  | -                  |             | -           | -           | 23     | 0      |
| 2020-2021           | Telstar             | 1D                  | 35         | 0          | CO              | 1               | 0               |                    | -                  | -                  |             | -           | -           | 36     | 0      |
| Totale Telstar      | Totale Telstar      | Totale Telstar      | 57         | 0          |                 | 2               | 0               |                    | -                  | -                  |             | -           | -           | 59     | 0      |
| 2021-2022           | Excelsior           | 1D                  | 33+6       | 5+1        | CO              | 2               | 0               |                    | -                  | -                  |             | -           | -           | 41     | 6      |
| 2022-2023           | Excelsior           | ED                  | 4          | 0          | CO              | 0               | 0               |                    | -                  | -                  |             | -           | -           | 4      | 0      |
| Totale carriera     | Totale carriera     | Totale carriera     | 145        | 7          |                 | 4               | 0               |                    | -                  | -                  |             | -           | -           | 149    | 7      |